# 于维莱尔
于维莱尔（法語：Urvillers）是法国皮卡第大区埃纳省的一个市镇，属于圣康坦区和里布蒙县（Ribemont）。该市镇2009年时的人口为659人。

## 人口
于维莱尔人口变化图示
| 数据来源：INSEE |